# Георг-Август Мекленбург-Стрелицкий
Герцог Георг-Август-Эрнест-Адольф-Карл-Людвиг Мекленбург-Стрелицкий (нем. Georg August Ernst Adolf Karl Ludwig; 11 января 1824, Нойштрелиц — 8 [20] июня 1876, Петербург) — второй сын Георга, великого герцога Мекленбург-Стрелицкого и Марии Гессен-Кассельской.

## Биография
Обучался в дрезденской гимназии и в университете в Бонне. Военную службу начал в чине капитана в прусской артиллерии. Во время революции 1848 года командовал батареей и принимал участие в подавление восстания в Берлине. После этого, будучи монархистом, оставил прусскую армию и проживал в своем герцогстве.
После введения в Мекленбурге конституции уехал в Англию и вернулся на родину только после отмены конституции.

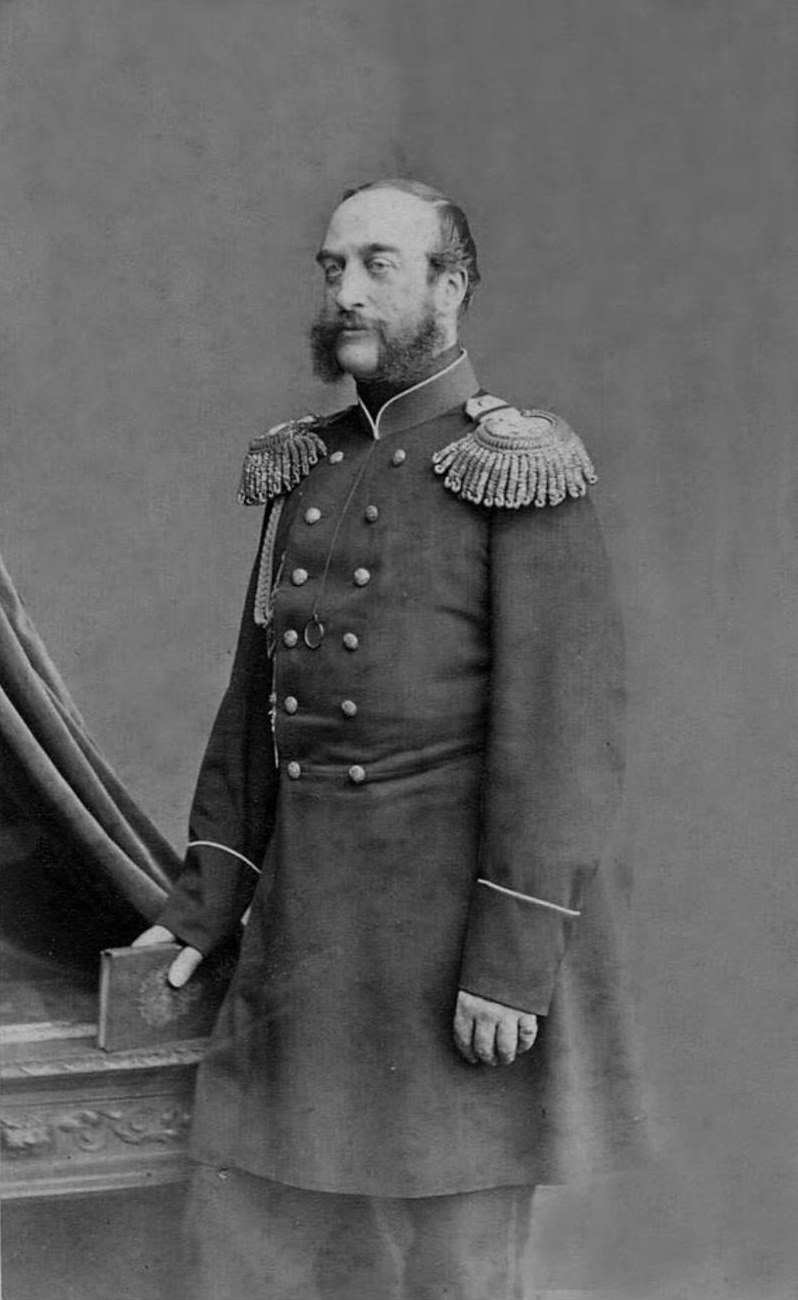
Георг-Август Мекленбург-Стрелицкий, 1870-е гг.

В июне 1850 года отправился в Россию, где женился и был зачислен на военную службу (также в артиллерию). Достиг чинов генерал от артиллерии (1861), генерал-адъютант (1860). Был председателем Комитета об улучшении штуцеров и ружей, инспектором стрелковых батальонов, председателем Оружейной комиссии при Артиллерийском комитете. В историю России герцог Георг вошёл как инициатор усовершенствования огнестрельного оружия.
По отзыву А. А. Половцова, герцог был «образчиком немецкого князька, хорошо образован, без особых блестящих способностей, склонный к удовольствиям великосветской и материальной жизни. В течение 25 лет проведенных в России он оставался не только равнодушным, но несколько враждебен к окружающей его среде. Наши нравы, язык, обычаи, литература оставались ему чужды и он не старался с ними познакомиться, продолжая жить духовно в Германии и сосредотачивая в ней свои умственные интересы. Такое отчуждение герцога не могло не сказаться на отношение к нему окружающих.
Порученное ему командование армией тормозилось, потому что приходилось переводить всё на немецкий язык, да еще кричать перевод в его глухие уши. Прибавить к этому его постоянную тожественность, напыщенность, страх уронить свое достоинство, то станет понятно, что число его сторонников, приятелей делалось с каждым годом все меньше. Герцог не очень был склонен тратить деньги на приемы и угощения, у него был заветный предмет роскоши, имение Ремплин в Мекленбурге, куда он старался отвести все, что мог скопить лучшего, туда же он ездил как можно чаще с семьей». Скончался от болезни почек в Каменноостровском дворце.

## Семья
4 (16) февраля 1851 года вступил в брак с великой княжной Екатериной Михайловной (1827—1894), дочерью великого князя Михаила Павловича, дети:
- Елена (1857—1936), в замужестве принцесса Саксен-Альтенбургская, брак бездетный.
- Георгий (1859—1909), генерал-майор (1902), жена (морганатический брак) графиня Наталья Фёдоровна Карлова, 4 детей
- Карл Михаил (Михаил Георгиевич) (1863—1934), генерал-лейтенант (1908), генерал-адъютант (1915), не женат, бездетен, после смерти старшего брата Георгия взял на себя заботы о его семье и усыновил своего племянника Георгия Георгиевича (1899—1963), который стал носить титул герцога Мекленбург, графа фон Карлов.

## Военные чины и звания
- генерал-майор (01.08.1850)
- генерал-лейтенант (11.04.1854)
- генерал-адъютант (17.04.1860)
- генерал от артиллерии (23.04.1861)

- Орден Святого Андрея Первозванного (30.07.1850)
- Орден Святого Александра Невского (30.07.1850)
- Орден Святой Анны 1-й ст. (30.07.1850)
- Орден Белого орла (30.07.1850)
- Алмазные знаки к ордену Святого Андрея Первозванного (03.02.1851)
- Орден Святого Владимира 2-й ст. (26.08.1856)
- Орден Святого Владимира 1-й ст. (27.03.1866)

Иностранные:
- Прусский Орден Красного Орла 1-й ст.;
- Гессенский Орден Золотого льва;
- Гессенский Орден Людвига 1-й ст.;
- Мекленбургский Орден Вендской Короны 1-й ст.;
- Нассауский Орден Золотого льва Нассау;
- Прусский Орден Черного Орла (31.07.1851);
- Австрийский Орден Святого Стефана, большой крест (1860);
- Ольденбургский Орден Заслуг;
- Ганноверский Орден Гвельфов;
- Саксен-Веймарский Орден Белого Сокола, большой крест (22.05.1868);
- Датский Орден Слона (5.09.1868);
- Вюртембергский Орден Вюртембергской короны (13.04.1872).